# سنت آگست (مینه‌سوتا)
سنت آگست، مینه‌سوتا (به انگلیسی: St. Augusta, Minnesota) یک شهر در ایالات متحده آمریکا است که در مینه‌سوتا واقع شده‌است.

## خصوصیات
سنت آگست ۷۷٫۲۱ کیلومترمربع مساحت و ۳٬۳۱۷ نفر جمعیت دارد.